# Cafetière Gabet
La cafetière à bascule et à esprit-de-vin ou cafetière Gabet est un type de cafetière à siphon inventé en 1844 par Adrien Émile François Gabet,

## Histoire
En 1844, Adrien Émile François Gabet « invente le siphon balancier. Il sépare les deux récipients qui sont placés l'un à côté de l'autre (en céramique pour l'eau, en verre pour le café) ; l'eau est transférée dans un tube de l'un vers l'autre par effet siphon. Lorsque l'eau est transférée dans le deuxième récipient, son poids s'alourdit et déclenche un balancier qui éteint ainsi automatiquement le brûleur au bon moment. »
Dans les autres types de cafetières inventées par des Français à cette époque, on peut citer la cafetière Durant (1827), la cafetière Gandais (1827), la cafetière Capy (1827), la cafetière Lebrun (1838), la cafetière Bastien (1842) ou la cafetière Goyot (1849)